# フランシスコ・デ・マディナ
フランシスコ・デ・マディナ（Francisco de Madina Igarzábal、1907年1月29日 - 1972年6月30日）はスペインの作曲家。聖アウグスチノ修道会の聖職者であったので、アイタ・マディナ（神父マディナ）ともいわれる。
バスク地方のギプスコア県オニャティ出身。10代で修練院に入る。オニャティやブルゴスで神学と並行して音楽を学び、アントニオ・ホセらに師事した。
1929年、司祭に任命され、3年間オニャティの学校で教職についた。1932年にアルゼンチンに派遣され、1955年までブエノスアイレスとサルタで教区の指導や神学校の校長などの仕事にあたった。そのため彼の作品の多くはブエノスアイレスで初演された。
1955年、ニューヨークに異動となり、アメリカ合衆国で作品が初演されるようになった。1971年、病気のため作曲活動を停止し、翌年4月にニューヨークから故郷に戻って数ヵ月後に死去した。
作品には『アヴェ・マリア』などの合唱曲、『ハープ協奏曲』、『バスク協奏曲』（4台のギターとオーケストラのための）などがあり、バスク民謡の影響を大きく受けている。